# Songs in A Minor
Songs in A Minor is het debuutalbum van Amerikaanse soul- en r&b-zangeres Alicia Keys, dat uitkwam in juni 2001. In tegenstelling tot de titel van het album - vertaald Liedjes in a-mineur - staat er maar één nummer op het album dat echt in a-mineur is, en dat heet Jane Doe.
Keys kreeg goede kritieken op haar album, het debuteerde op nummer 1 in de Billboard 200, met 236 000 verkochte platen in de eerste week nadat het was uitgebracht. Nu zijn er al meer dan zes miljoen exemplaren van over de toonbank gegaan in Amerika en zelfs 11 miljoen wereldwijd. In 2002 won het album een Grammy voor "Beste r&b-album".

## Nummers
1. Piano & I (Keys) - 1:52
2. Girlfriend (Keys, Dupri, Thompson) - 3:34
3. How Come You Don't Call Me (Prince) - 3:57
4. Fallin' (Keys) - 3:30
5. Troubles (Keys, Brothers) - 4:28
6. Rock wit U (Keys, Smith, Brothers) - 5:36
7. A Woman's Worth (Keys, Rose) - 5:03
8. Jane Doe (Keys, Buruss) - 3:48
9. Goodbye (Keys) - 4:20
10. The Life (Keys, Smith, Brothers) - 5:25
11. Mr. Man (met Jimmy Cozier) (Keys, Cozier) - 4:09
12. Never Felt This Way (interlude) (McKnight) - 2:01
13. Butterflyz (Keys) - 4:08
14. Why Do I Feel So Sad (Keys, Campbell) - 4:25
15. Caged Bird (Keys) - 3:02
16. Lovin U (verborgen nummer) (Keys) - 3:49

### Japanseeditie
1. Rear View Mirror (Keys, Brothers, Green, Jerkins, Jerkins III, Daniels) - 4:06
2. Fallin' (Uitgebreide Remix, met Busta Rhymes en Rampage) - 4:18
3. A Woman's Worth (radioversie) - 4:24

### Editie vanVK
1. Fallin' (uitgebreide remix, met Busta Rhymes en Rampage) - 4:18
2. A Woman's Worth (remix) - 3:20
3. Lovin U (verborgen nummer) - 3:49

## Hitnotering
Het album deed het wereldwijd erg goed in de hitlijsten. In 2001 stond het album in Nederland en Amerika op nummer 1, in Canada en Duitsland op 2, en in Ierland, Polen, Zwitserland en Zweden stond het in de top 10.
In Nederland werd het album meer dan 120.000 keer verkocht, en kreeg daarmee de status van meervoudig platina.
| Songs in A Minor in de Nederlandse Album Top 100 - binnen: 18-08-2001 | Songs in A Minor in de Nederlandse Album Top 100 - binnen: 18-08-2001 | Songs in A Minor in de Nederlandse Album Top 100 - binnen: 18-08-2001 | Songs in A Minor in de Nederlandse Album Top 100 - binnen: 18-08-2001 | Songs in A Minor in de Nederlandse Album Top 100 - binnen: 18-08-2001 | Songs in A Minor in de Nederlandse Album Top 100 - binnen: 18-08-2001 | Songs in A Minor in de Nederlandse Album Top 100 - binnen: 18-08-2001 | Songs in A Minor in de Nederlandse Album Top 100 - binnen: 18-08-2001 | Songs in A Minor in de Nederlandse Album Top 100 - binnen: 18-08-2001 | Songs in A Minor in de Nederlandse Album Top 100 - binnen: 18-08-2001 | Songs in A Minor in de Nederlandse Album Top 100 - binnen: 18-08-2001 | Songs in A Minor in de Nederlandse Album Top 100 - binnen: 18-08-2001 | Songs in A Minor in de Nederlandse Album Top 100 - binnen: 18-08-2001 | Songs in A Minor in de Nederlandse Album Top 100 - binnen: 18-08-2001 | Songs in A Minor in de Nederlandse Album Top 100 - binnen: 18-08-2001 | Songs in A Minor in de Nederlandse Album Top 100 - binnen: 18-08-2001 | Songs in A Minor in de Nederlandse Album Top 100 - binnen: 18-08-2001 | Songs in A Minor in de Nederlandse Album Top 100 - binnen: 18-08-2001 | Songs in A Minor in de Nederlandse Album Top 100 - binnen: 18-08-2001 | Songs in A Minor in de Nederlandse Album Top 100 - binnen: 18-08-2001 | Songs in A Minor in de Nederlandse Album Top 100 - binnen: 18-08-2001 | Songs in A Minor in de Nederlandse Album Top 100 - binnen: 18-08-2001 | Songs in A Minor in de Nederlandse Album Top 100 - binnen: 18-08-2001 | Songs in A Minor in de Nederlandse Album Top 100 - binnen: 18-08-2001 | Songs in A Minor in de Nederlandse Album Top 100 - binnen: 18-08-2001 | Songs in A Minor in de Nederlandse Album Top 100 - binnen: 18-08-2001 | Songs in A Minor in de Nederlandse Album Top 100 - binnen: 18-08-2001 | Songs in A Minor in de Nederlandse Album Top 100 - binnen: 18-08-2001 | Songs in A Minor in de Nederlandse Album Top 100 - binnen: 18-08-2001 |
| Week                                                                  | 01                                                                    | 02                                                                    | 03                                                                    | 04                                                                    | 05                                                                    | 06                                                                    | 07                                                                    | 08                                                                    | 09                                                                    | 10                                                                    | 11                                                                    | 12                                                                    | 13                                                                    | 14                                                                    | 15                                                                    | 16                                                                    | 17                                                                    | 18                                                                    | 19                                                                    | 20                                                                    | 21                                                                    | 22                                                                    | 23                                                                    | 24                                                                    | 25                                                                    | 26                                                                    | 27                                                                    | 28                                                                    |
| --------------------------------------------------------------------- | --------------------------------------------------------------------- | --------------------------------------------------------------------- | --------------------------------------------------------------------- | --------------------------------------------------------------------- | --------------------------------------------------------------------- | --------------------------------------------------------------------- | --------------------------------------------------------------------- | --------------------------------------------------------------------- | --------------------------------------------------------------------- | --------------------------------------------------------------------- | --------------------------------------------------------------------- | --------------------------------------------------------------------- | --------------------------------------------------------------------- | --------------------------------------------------------------------- | --------------------------------------------------------------------- | --------------------------------------------------------------------- | --------------------------------------------------------------------- | --------------------------------------------------------------------- | --------------------------------------------------------------------- | --------------------------------------------------------------------- | --------------------------------------------------------------------- | --------------------------------------------------------------------- | --------------------------------------------------------------------- | --------------------------------------------------------------------- | --------------------------------------------------------------------- | --------------------------------------------------------------------- | --------------------------------------------------------------------- | --------------------------------------------------------------------- |
| Nummer                                                                | 30                                                                    | 11                                                                    | 3                                                                     | 2                                                                     | 1                                                                     | 1                                                                     | 2                                                                     | 2                                                                     | 3                                                                     | 3                                                                     | 7                                                                     | 11                                                                    | 16                                                                    | 14                                                                    | 14                                                                    | 13                                                                    | 12                                                                    | 19                                                                    | 22                                                                    | 21                                                                    | 13                                                                    | 9                                                                     | 8                                                                     | 8                                                                     | 11                                                                    | 20                                                                    | 18                                                                    | 18                                                                    |
| Week                                                                  | 29                                                                    | 30                                                                    | 31                                                                    | 32                                                                    | 33                                                                    | 34                                                                    | 35                                                                    | 36                                                                    | 37                                                                    | 38                                                                    | 39                                                                    | 40                                                                    | 41                                                                    | 42                                                                    | 43                                                                    | 44                                                                    | 45                                                                    | 46                                                                    | 47                                                                    | 48                                                                    | 49                                                                    | 50                                                                    | 51                                                                    | 52                                                                    | 53                                                                    | 54                                                                    | 55                                                                    | 56                                                                    |
| Nummer                                                                | 16                                                                    | 9                                                                     | 9                                                                     | 18                                                                    | 27                                                                    | 36                                                                    | 39                                                                    | 45                                                                    | 53                                                                    | 45                                                                    | 42                                                                    | 44                                                                    | 54                                                                    | 63                                                                    | 53                                                                    | 59                                                                    | 68                                                                    | 60                                                                    | 62                                                                    | 42                                                                    | 42                                                                    | 39                                                                    | 44                                                                    | 44                                                                    | 38                                                                    | 39                                                                    | 41                                                                    | 48                                                                    |
| Week                                                                  | 57                                                                    | 58                                                                    | 59                                                                    | 60                                                                    | 61                                                                    | 62                                                                    | 63                                                                    | 64                                                                    | 65                                                                    | 66                                                                    | 67                                                                    | 68                                                                    | 69                                                                    | 70                                                                    | 71                                                                    | 72                                                                    | 73                                                                    | 74                                                                    | 75                                                                    | 76                                                                    | 77                                                                    | 78                                                                    | 79                                                                    | 80                                                                    | 81                                                                    | 82                                                                    | 83                                                                    |                                                                       |
| Nummer                                                                | 57                                                                    | 64                                                                    | 66                                                                    | 68                                                                    | 75                                                                    | 89                                                                    | 56                                                                    | 39                                                                    | 42                                                                    | 33                                                                    | 45                                                                    | 52                                                                    | 45                                                                    | 35                                                                    | 36                                                                    | 34                                                                    | 37                                                                    | 34                                                                    | 29                                                                    | 27                                                                    | 49                                                                    | 68                                                                    | 84                                                                    | 85                                                                    | 74                                                                    | 76                                                                    | 95                                                                    | uit                                                                   |